# Pobjednici utrka Formule E
Popis pobjednika Formule E od sezone 2014./15. do danas.

## Pobjede po sezonama
| 2014./15. | 2014./15.     | 2014./15.            | 2014./15.              | 2014./15.                 |
| Rb        | Datum         | Utrka                | Vozač                  | Momčad                    |
| --------- | ------------- | -------------------- | ---------------------- | ------------------------- |
| 1.        | 13. rujna     | Beijing ePrix        | Lucas di Grassi        | Audi Sport ABT            |
| 2.        | 22. studenog  | Putrajaya ePrix      | Sam Bird               | Virgin Racing             |
| 3.        | 13. prosinca  | Punta del Este ePrix | Sébastien Buemi        | Team e.dams Renault       |
| 4.        | 10. siječnja  | Buenos Aires ePrix   | António Félix da Costa | Amlin Aguri               |
| 5.        | 14. ožujka    | Miami ePrix          | Nicolas Prost          | Team e.dams Renault       |
| 6.        | 4. travnja    | Long Beach ePrix     | Nelson Piquet Jr.      | China Racing              |
| 7.        | 9. svibnja    | Monaco ePrix         | Sébastien Buemi        | Team e.dams Renault       |
| 8.        | 23. svibnja   | Berlin ePrix         | Jérôme d'Ambrosio      | Dragon Racing             |
| 9.        | 6. lipnja     | Moscow ePrix         | Nelson Piquet Jr.      | NEXTEV TCR                |
| 10.       | 27. lipnja    | London ePrix         | Sébastien Buemi        | Team e.dams Renault       |
| 11.       | 28. lipnja    | London ePrix         | Sam Bird               | Virgin Racing             |
| 2015./16. |               |                      |                        |                           |
| Rb        | Datum         | Utrka                | Vozač                  | Momčad                    |
| 12.       | 24. listopada | Beijing ePrix        | Sébastien Buemi        | Renault e.Dams            |
| 13.       | 7. studenog   | Putrajaya ePrix      | Lucas di Grassi        | ABT Schaeffler Audi Sport |
| 14.       | 19. prosinca  | Punta del Este ePrix | Sébastien Buemi        | Renault e.Dams            |
| 15.       | 6. veljače    | Buenos Aires ePrix   | Sam Bird               | DS Virgin Racing          |
| 16.       | 12. ožujka    | Mexico City ePrix    | Jérôme d'Ambrosio      | Dragon Racing             |
| 17.       | 2. travnja    | Long Beach ePrix     | Lucas di Grassi        | ABT Schaeffler Audi Sport |
| 18.       | 23. travnja   | Paris ePrix          | Lucas di Grassi        | ABT Schaeffler Audi Sport |
| 19.       | 21. svibnja   | Berlin ePrix         | Sébastien Buemi        | Renault e.Dams            |
| 20.       | 2. srpnja     | London ePrix         | Nicolas Prost          | Renault e.Dams            |
| 21.       | 3. srpnja     | London ePrix         | Nicolas Prost          | Renault e.Dams            |
| 2016./17. |               |                      |                        |                           |
| Rb        | Datum         | Utrka                | Vozač                  | Momčad                    |
| 22.       | 9. listopada  | Hong Kong ePrix      | Sébastien Buemi        | Renault e.Dams            |
| 23.       | 12. studenog  | Marrakesh ePrix      | Sébastien Buemi        | Renault e.Dams            |
| 24.       | 18. veljače   | Buenos Aires ePrix   | Sébastien Buemi        | Renault e.Dams            |
| 25.       | 1. travnja    | Mexico City ePrix    | Lucas di Grassi        | ABT Schaeffler Audi Sport |
| 26.       | 13. svibnja   | Monaco ePrix         | Sébastien Buemi        | Renault e.Dams            |
| 27.       | 20. svibnja   | Paris ePrix          | Sébastien Buemi        | Renault e.Dams            |
| 28.       | 10. lipnja    | Berlin ePrix         | Felix Rosenqvist       | Mahindra Racing           |
| 29.       | 11. lipnja    | Berlin ePrix         | Sébastien Buemi        | Renault e.Dams            |
| 30.       | 15. srpnja    | New York City ePrix  | Sam Bird               | DS Virgin Racing          |
| 31.       | 16. srpnja    | New York City ePrix  | Sam Bird               | DS Virgin Racing          |
| 32.       | 29. srpnja    | Montreal ePrix       | Lucas di Grassi        | ABT Schaeffler Audi Sport |
| 33.       | 30. srpnja    | Montreal ePrix       | Jean-Éric Vergne       | Techeetah                 |
| 2017./18. |               |                      |                        |                           |
| Rb        | Datum         | Utrka                | Vozač                  | Momčad                    |
| 34.       | 2. prosinca   | Hong Kong ePrix      | Sam Bird               | DS Virgin Racing          |
| 35.       | 3. prosinca   | Hong Kong ePrix      | Felix Rosenqvist       | Mahindra Racing           |
| 36.       | 13. siječnja  | Marrakesh ePrix      | Felix Rosenqvist       | Mahindra Racing           |
| 37.       | 3. veljače    | Santiago ePrix       | Jean-Éric Vergne       | Techeetah                 |
| 38.       | 3. ožujka     | Mexico City ePrix    | Daniel Abt             | Audi Sport ABT Schaeffler |
| 39.       | 17. ožujka    | Punta del Este ePrix | Jean-Éric Vergne       | Techeetah                 |
| 40.       | 14. travnja   | Rome ePrix           | Sam Bird               | DS Virgin Racing          |
| 41.       | 28. travnja   | Paris ePrix          | Jean-Éric Vergne       | Techeetah                 |
| 42.       | 19. svibnja   | Berlin ePrix         | Daniel Abt             | Audi Sport ABT Schaeffler |
| 43.       | 10. lipnja    | Zürich ePrix         | Lucas di Grassi        | Audi Sport ABT Schaeffler |
| 44.       | 14. lipnja    | New York City ePrix  | Lucas di Grassi        | Audi Sport ABT Schaeffler |
| 45.       | 15. lipnja    | New York City ePrix  | Jean-Éric Vergne       | Techeetah                 |
| 2018./19. |               |                      |                        |                           |
| Rb        | Datum         | Utrka                | Vozač                  | Momčad                    |
| 46.       | 15. prosinca  | Ad Diriyah ePrix     | António Félix da Costa | BMW i Andretti Motorsport |
| 47.       | 12. siječnja  | Marrakesh ePrix      | Jérôme d'Ambrosio      | Mahindra Racing           |
| 48.       | 26. siječnja  | Santiago ePrix       | Sam Bird               | Envision Virgin Racing    |
| 49.       | 16. veljače   | Mexico City ePrix    | Lucas di Grassi        | Audi Sport ABT Schaeffler |
| 50.       | 10. ožujka    | Hong Kong ePrix      | Edoardo Mortara        | Venturi                   |
| 51.       | 23. ožujka    | Sanya ePrix          | Jean-Éric Vergne       | DS Techeetah              |
| 52.       | 13. travnja   | Rome ePrix           | Mitch Evans            | Panasonic Jaguar Racing   |
| 53.       | 27. travnja   | Paris ePrix          | Robin Frijns           | Envision Virgin Racing    |
| 54.       | 11. svibnja   | Monaco ePrix         | Jean-Éric Vergne       | Techeetah                 |
| 55.       | 25. svibnja   | Berlin ePrix         | Lucas di Grassi        | Audi Sport ABT Schaeffler |
| 56.       | 22. lipnja    | Swiss ePrix          | Jean-Éric Vergne       | DS Techeetah              |
| 57.       | 13. srpnja    | New York City ePrix  | Sébastien Buemi        | Nissan e.dams             |
| 58.       | 14. srpnja    | New York City ePrix  | Robin Frijns           | Envision Virgin Racing    |
| 2019./20. |               |                      |                        |                           |
| Rb        | Datum         | Utrka                | Vozač                  | Momčad                    |
| 59.       | 22. studenog  | Diriyah ePrix        | Sam Bird               | Envision Virgin Racing    |
| 60.       | 23. studenog  | Diriyah ePrix        | Alexander Sims         | BMW i Andretti Motorsport |
| 61.       | 18. siječnja  | Santiago ePrix       | Maximilian Günther     | BMW i Andretti Motorsport |
| 62.       | 15. veljače   | Mexico City ePrix    | Mitch Evans            | Panasonic Jaguar Racing   |
| 63.       | 29. veljače   | Marrakesh ePrix      | António Félix da Costa | DS Techeetah              |
| 64.       | 5. kolovoza   | Berlin ePrix         | António Félix da Costa | DS Techeetah              |
| 65.       | 6. kolovoza   | Berlin ePrix         | António Félix da Costa | DS Techeetah              |
| 66.       | 8. kolovoza   | Berlin ePrix         | Maximilian Günther     | BMW i Andretti Motorsport |
| 67.       | 9. kolovoza   | Berlin ePrix         | Jean-Éric Vergne       | DS Techeetah              |
| 68.       | 12. kolovoza  | Berlin ePrix         | Oliver Rowland         | Nissan e.dams             |
| 69.       | 13. kolovoza  | Berlin ePrix         | Stoffel Vandoorne      | Mercedes-Benz EQ          |
| 2021.     |               |                      |                        |                           |
| Rb        | Datum         | Utrka                | Vozač                  | Momčad                    |
| 70.       | 26. veljače   | Diriyah ePrix        | Nyck de Vries          | Mercedes-EQ               |
| 71.       | 27. veljače   | Diriyah ePrix        | Sam Bird               | Jaguar Racing             |
| 72.       | 10. travnja   | Rome ePrix           | Jean-Éric Vergne       | DS Techeetah              |
| 73.       | 11. travnja   | Rome ePrix           | Stoffel Vandoorne      | Mercedes-EQ               |
| 74.       | 24. travnja   | Valencia ePrix       | Nyck de Vries          | Mercedes-EQ               |
| 75.       | 25. travnja   | Valencia ePrix       | Jake Dennis            | BMW i Andretti Motorsport |
| 76.       | 8. svibnja    | Monaco ePrix         | António Félix da Costa | DS Techeetah              |
| 77.       | 19. lipnja    | Puebla ePrix         | Lucas di Grassi        | Audi Sport Abt Schaeffler |
| 78.       | 20. lipnja    | Puebla ePrix         | Edoardo Mortara        | ROKiT Venturi Racing      |
| 79.       | 10. srpnja    | New York City ePrix  | Maximilian Günther     | BMW i Andretti Motorsport |
| 80.       | 11. srpnja    | New York City ePrix  | Sam Bird               | Jaguar Racing             |
| 81.       | 24. srpnja    | London ePrix         | Jake Dennis            | BMW i Andretti Motorsport |
| 82.       | 25. srpnja    | London ePrix         | Alexander Lynn         | Mahindra Racing           |
| 83.       | 14. kolovoza  | Berlin ePrix         | Lucas di Grassi        | Audi Sport Abt Schaeffler |
| 84.       | 15. kolovoza  | Berlin ePrix         | Norman Nato            | ROKiT Venturi Racing      |
| 2022.     |               |                      |                        |                           |
| Rb        | Datum         | Utrka                | Vozač                  | Momčad                    |
| 85.       | 28. siječnja  | Diriyah ePrix        | Nyck de Vries          | Mercedes-EQ               |
| 86.       | 29. siječnja  | Diriyah ePrix        | Edoardo Mortara        | ROKiT Venturi Racing      |
| 87.       | 12. veljače   | Mexico City ePrix    | Pascal Wehrlein        | TAG Heuer Porsche         |
| 88.       | 9. travnja    | Rome ePrix           | Mitch Evans            | Jaguar TCS Racing         |
| 89.       | 10. travnja   | Rome ePrix           | Mitch Evans            | Jaguar TCS Racing         |
| 90.       | 30. travnja   | Monaco ePrix         | Stoffel Vandoorne      | Mercedes-EQ               |
| 91.       | 14. svibnja   | Berlin ePrix         | Edoardo Mortara        | ROKiT Venturi Racing      |
| 92.       | 15. svibnja   | Berlin ePrix         | Nyck de Vries          | Mercedes-EQ               |
| 93.       | 4. lipnja     | Jakarta ePrix        | Mitch Evans            | Jaguar TCS Racing         |
| 94.       | 2. srpnja     | Marrakesh ePrix      | Edoardo Mortara        | ROKiT Venturi Racing      |
| 95.       | 16. srpnja    | New York City ePrix  | Nick Cassidy           | Envision Racing           |
| 96.       | 17. srpnja    | New York City ePrix  | António Félix da Costa | DS Techeetah              |
| 97.       | 30. srpnja    | London ePrix         | Jake Dennis            | Avalanche Andretti        |
| 98.       | 31. srpnja    | London ePrix         | Lucas di Grassi        | ROKiT Venturi Racing      |
| 99.       | 13. kolovoza  | Seoul ePrix          | Mitch Evans            | Jaguar TCS Racing         |
| 100.      | 14. kolovoza  | Seoul ePrix          | Edoardo Mortara        | ROKiT Venturi Racing      |
| 2023.     |               |                      |                        |                           |
| Rb        | Datum         | Utrka                | Vozač                  | Momčad                    |
| 101.      | 14. siječnja  | Mexico City ePrix    | Jake Dennis            | Avalanche Andretti        |
| 102.      | 27. siječnja  | Diriyah ePrix        | Pascal Wehrlein        | TAG Heuer Porsche         |
| 103.      | 28. siječnja  | Diriyah ePrix        | Pascal Wehrlein        | TAG Heuer Porsche         |
| 104.      | 11. veljače   | Hyderabad ePrix      | Jean-Éric Vergne       | DS Penske                 |
| 105.      | 25. veljače   | Cape Town ePrix      | António Félix da Costa | TAG Heuer Porsche         |
| 106.      | 25. ožujka    | São Paulo ePrix      | Mitch Evans            | Jaguar TCS Racing         |
| 107.      | 22. travnja   | Berlin ePrix         | Mitch Evans            | Jaguar TCS Racing         |
| 108.      | 23. travnja   | Berlin ePrix         | Nick Cassidy           | Envision Racing           |
| 109.      | 6. svibnja    | Monaco ePrix         | Nick Cassidy           | Envision Racing           |
| 110.      | 3. lipnja     | Jakarta ePrix        | Pascal Wehrlein        | TAG Heuer Porsche         |
| 111.      | 4. lipnja     | Jakarta ePrix        | Maximilian Günther     | Maserati MSG Racing       |
| 112.      | 24. lipnja    | Portland ePrix       | Nick Cassidy           | Envision Racing           |
| 113.      | 15. srpnja    | Rome ePrix           | Mitch Evans            | Jaguar TCS Racing         |
| 114.      | 16. srpnja    | Rome ePrix           | Jake Dennis            | Avalanche Andretti        |
| 115.      | 29. srpnja    | London ePrix         | Mitch Evans            | Jaguar TCS Racing         |
| 116.      | 30. srpnja    | London ePrix         | Nick Cassidy           | Envision Racing           |
| 2024.     |               |                      |                        |                           |
| Rb        | Datum         | Utrka                | Vozač                  | Momčad                    |
| 117.      | 13. siječnja  | Mexico City ePrix    | Pascal Wehrlein        | TAG Heuer Porsche         |
| 118.      | 26. siječnja  | Diriyah ePrix        | Jake Dennis            | Andretti Formula E        |
| 119.      | 27. siječnja  | Diriyah ePrix        | Nick Cassidy           | Jaguar TCS Racing         |
| 120.      | 16. ožujka    | São Paulo ePrix      | Sam Bird               | NEOM McLaren              |
| 121.      | 30. ožujka    | Tokyo ePrix          | Maximilian Günther     | Maserati MSG Racing       |

## Vanjske poveznice
- FIA Formula E World Championship